# 鍋山町 (栃木市)
鍋山町（なべやままち）は、栃木県栃木市の地名。郵便番号は328-0205。
　

## 地理
寺尾地区北部に位置し、東は大久保町、西は佐野市仙波町・佐野市会沢町、南は梅沢町、北は出流町、鹿沼市下永野、星野町、西方町真名子と接している。

## 世帯数と人口
2017年（平成29年）8月31日現在の世帯数と人口は以下の通りである。
| 町丁   | 世帯数  | 人口  |
| ------ | ------- | ----- |
| 鍋山町 | 376世帯 | 997人 |

## 施設
教育
- 栃木市立寺尾中学校

寺社
- 寶蓮寺

## 交通

### バス
栃木市営生活バス
■星野御岳山線
- 宝蓮寺前 - 下河原 - 鍋山石川前 - 鍋山新田 - 熊下 - 熊下橋

■出流観音線
- 宝蓮寺前 - 下河原 - 根古屋 - 田政前 - 岡田前 - 横倉前 - 木村前

### 道路
主要地方道
- 栃木県道32号栃木粕尾線（鍋山街道）

一般県道
- 栃木県道202号仙波鍋山線

## 小・中学校の学区
市立小・中学校に通う場合、学区は以下の通りとなる。
| 番地 | 小学校                 | 中学校             |
| ---- | ---------------------- | ------------------ |
| 全域 | 栃木市立寺尾中央小学校 | 栃木市立寺尾中学校 |